# Языки ото-паме
Языки ото-паме — ветвь ото-мангских языков, распространённых в Центральной Мексике, включая полдюжины языков, или более точно, диалектные континуумы:
- Языки отоми: отоми (9 диалектов), масауа (2 диалекта)
- Матлацинка (2 диалекта)
- Паме (3 диалекта)
- Чичимека-хонас

## Классификация
До 20 века западные ото-мангские языки никогда не были должным образом хорошо изучены. Хотя правда, что в 17 веке и были некоторые грамматические эскизы нескольких из этих языков, родства чётко не были урегулированы до исследования Жаком Сустелем в 1935 году. Ороско-де-Берра (1864) признал родство между языками масауа и отоми, Пиментель (1874) связал отоми-масауа с языком паме и чичимека-хонас и связал в ходе этих языков с отоми, отсюда и название «ото-паме». Наконец Сустель также протестировал родство матлацинка-тлауикских языков с другими языками ото-паме.
Отоми и масауа близки друг к другу, что также показывает чёткую связь матлацинка с тлауикским и, в меньшей степени, чем предыдущая пара чичимека с паме-хонас. Схожесть в лексике также подтверждает грамматические сходства. На самом деле предыдущие отношения уже были отмечены Жаком Сустелем (1937) в первом обширном исследовании этой семьи, где автор нашёл следующие процентные сходства:
|            | Матлацинка | Паме    | Чичимека |
| ---------- | ---------- | ------- | -------- |
| Отоми      | 58-65 %    | 33 %    | 21 %     |
| Матлацинка |            | 26-35 % | 20-25 %  |
| Паме       |            |         | 32-38 %  |

Так предварительно дифференциационно-филогинетическое дерево лучше всего объясняет сходство семьи и выглядит следующим образом:

|  | Масауа |
|  |        |
|  | Отоми  |
|  |        |

|  | Матлацинка |
|  |            |
|  | Тлауикский |
|  |            |

|  | Масауа |
|  |        |
|  | Отоми  |
|  |        |

|  | Матлацинка |
|  |            |
|  | Тлауикский |
|  |            |

|  | Хонас |
|  |       |
|  | Паме  |
|  |       |

|  | Масауа |
|  |        |
|  | Отоми  |
|  |        |

|  | Матлацинка |
|  |            |
|  | Тлауикский |
|  |            |

|  | Масауа |
|  |        |
|  | Отоми  |
|  |        |

|  | Матлацинка |
|  |            |
|  | Тлауикский |
|  |            |

|  | Хонас |
|  |       |
|  | Паме  |
|  |       |